# Wodzień
Wodzień (Chaoborus) – rodzaj owadów należący do rzędu muchówek i rodziny wodzieniowatych. Postacie dorosłe tych zwierząt – imago swoim wyglądem przypominają komary, jednakże w odróżnieniu od nich samice wodzienia nie kłują. Wodzienie przechodzą przeobrażenie zupełne.

## Cykl życiowy
Chaoborus przechodzi przez cztery stadia larwalne.
Szczegóły cyklu rozwojowego mogą się różnić w zależności od gatunku i warunków klimatycznych (stadia mogą trwać od kilku dni do kilku miesięcy). U Ch. flavicans w środkowoeuropejskich warunkach w ciągu roku występuje kilka pokoleń tych larw. Na przełomie maja i kwietnia z IV postaci larwalnej powstaje poczwarka, a jakiś czas po niej (od czerwca do sierpnia) imago. Imago kopuluje, składa jaja do wody. Z jaj wykluwają się larwy, które przechodzą przez kolejne stadia, z których IV zimuje w osadzie albo profundalu aż wczesnym latem następnego roku tworzy poczwarki.
Postać imago trwa również kilka dni. Odżywia się nektarem kwiatów. Formy dorosłe roją się, kopulują, samice składają jaja w postaci pakietów (200–300), a jakiś czas potem zdychają. Z jaj wykluwa się I postać larwalna.

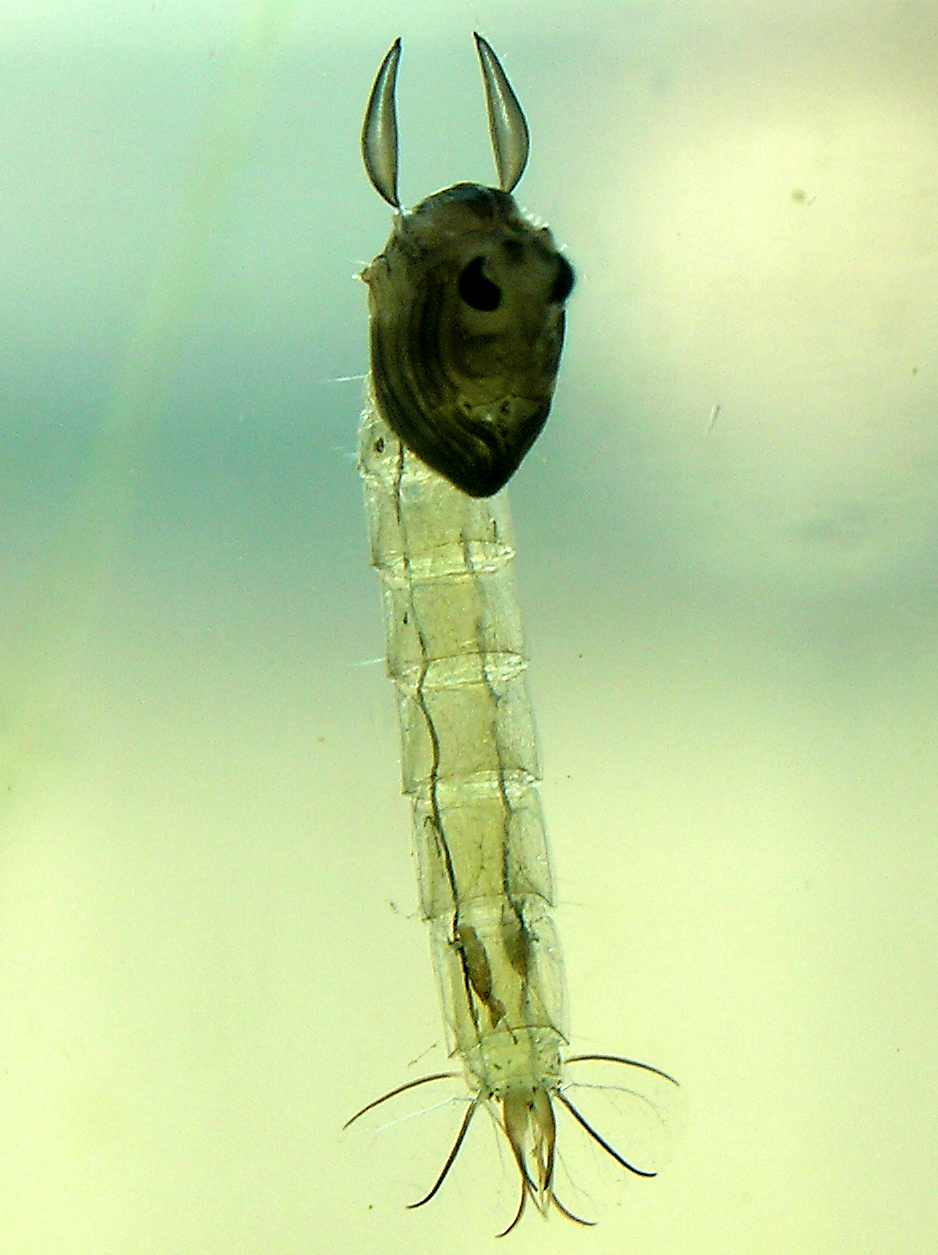
Poczwarka wodzienia

## Tryb życia
Chaoborus większość życia spędza w postaci larwalnej. Larwy są przezroczyste, trudno zauważalne gołym okiem i dlatego zwane są przez akwarystów szklarką (w literaturze anglojęzycznej funkcjonuje nazwa phantom midge larvae). Najlepiej widocznym elementem ciała larwy wodzienia jest oko złożone. Zauważalne są też dwie pary przednich i tylnych pęcherzy pławnych, swoim kształtem przypominające ziarna fasoli oraz układ pokarmowy wypełniony pożywieniem. Larwy wodzieni, w zależności od gatunku, zasiedlają wody stojące – jeziora, stawy, zbiorniki astatyczne itp.
Jako stosunkowo duże zwierzęta planktonowe, larwy wodzieni są atrakcyjnym łupem ryb planktonożernych. W związku z tym wiele cech ich trybu życia wynika z unikania zagrożenia z ich strony. Gatunki, których larwy mają największy rozmiar i najbardziej zauważalną barwę (Chaoborus americanus, Chaoborus trivittatus, Chaoborus obscuripes, Chaoborus crystallinus) występują przede wszystkim w zbiornikach bezrybnych. Gatunki współwystępujące z rybami (Chaoborus punctipennis, Chaoborus flavicans) są zwykle mniejsze i mają bardziej przezroczyste ciało, a ponadto unikają drapieżnictwa ze strony ryb przez dobowe migracje pionowe, tak aby przez jak najkrótszy czas przebywać w strefie, w której są widoczne dla tej grupy drapieżników – posługującej się głównie wzrokiem.
Larwy wodzieni same również są drapieżne. Ich łupem padają osobniki drobnego zooplanktonu należącego do wrotków, wioślarek i rzadziej do widłonogów. W wodzie unoszą się praktycznie w bezruchu w pozycji poziomej. Biernie czekają na swoje ofiary, aż te podpłyną w pobliże ich aparatu chwytnego. Aparat szczękowy jest niegryzący, dlatego też ofiary larw wodzieni muszą być wystarczająco małe. Spotykany jest również kanibalizm, większe stadia larwalne pożerają mniejsze. Posługują się wzrokiem, ale ofiary lokalizują głównie przez mechanorecepcję. Ponieważ im większa ofiara tym łatwiej ją znaleźć, ale tym trudniej złapać, więc larwy wodzieni preferują ofiary o średnich rozmiarach. Przykładowo, larwy czwartego stadium Ch. trivittatus preferują rozwielitki Daphnia pulicaria o długości ciała ok. 1,5 mm, czyli przeciętnej dla jej populacji.
Larwy wodzieni jako drapieżni przedstawiciele zooplanktonu są ważnym elementem ekosystemu. Sama obecność ich kairomonów wystarcza do zaindukowania dobowych migracji pionowych u ich ofiar czy cyklomorfozy, tj. wytworzenia struktur utrudniających pochwycenie.

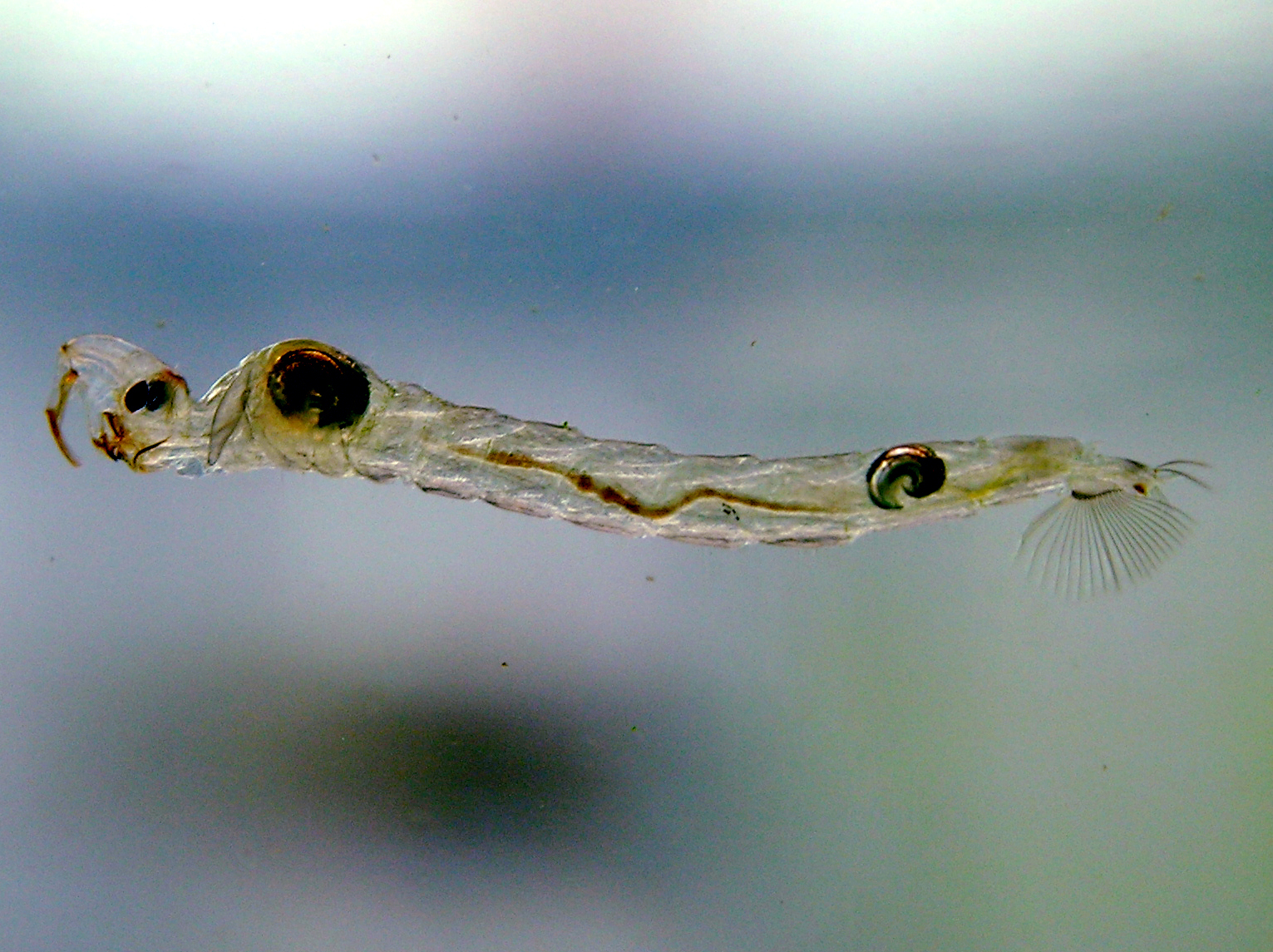
Larwa wodzienia

### Dobowe migracje pionowe
Mniejsze larwy są fototaktycznie pozytywne, natomiast większe fototaktycznie negatywne, tzn. podążają w przeciwnym kierunku do źródła światła. Przy czym zmiana nie następuje podczas przechodzenia między stadiami, ale zależy od rozmiaru ciała, który nie zawsze jest większy u starszych larw. Zasadniczo jednak dwa ostatnie stadia raczej migrują w sposób typowy, a dwa pierwsze w odwrotny. Jest to celowe działanie tych larw mające na celu unikanie drapieżnictwa. Stosunkowo duże i widoczne larwy starszych stadiów unikają posługujących się wzrokiem ryb, kryjąc się za dnia w strefie afotycznej lub, gdy zbiornik jest zbyt płytki, w osadzie. Dodatkowo, strefa ta jest unikana przez ryby ze względu na małą ilość tlenu. Nocą zaś, gdy są jeszcze słabiej widoczne, wypływają ku powierzchni, gdzie polują na swoje ofiary, a warunki termiczne są korzystniejsze. Z kolei larwy młodszych stadiów, które są zbyt małe na ofiary ryb, ale mogą paść ofiarą drapieżników bezkręgowych wykonujących migracje pionowe (Leptodora, oczliki, starsze larwy wodzieni), wykonują migracje odwrotne – tj. za dnia kierują się ku strefie eufotycznej, a nocą ku strefie dennej. 
Larwy wodzieni podczas wieczornych i rannych migracji tworzą chmary wykrywalne echosondą.
Oddychając beztlenowo kumulują, w zależności od gatunku, kwas mlekowy, kwas bursztynowy lub alaninę. Znoszą też zewnętrzne stężenia siarkowodoru zabójcze dla innych owadów.
W osadzie najczęściej zagrzebują się rozpoczynając od tylnego końca ciała. Tam ustawiają się w pozycji zgiętej, głową do góry. W zależności od gatunku mogą zagrzebywać się na różną głębokość – do kilku centymetrów. Czasem, np. gdy rozpoczynają zagrzebywanie głową w dół, nie wnikają w podłoże całkowicie.
Larwy wodzeni całkowicie schowane w osadzie nie zostawiają żadnych kanałów, przez które mogłaby następować wymiana substancji między wodą a osadem, jednak naprzemienne zagrzebywanie i wygrzebywanie się powoduje resuspensję osadów.

## Gatunki
Na świecie istnieje ok. 16 gatunków z rodzaju Chaoborus, w Europie spotykane są cztery z nich. Są to:
- Chaoborus flavicans (występuje w jeziorach)
- Chaoborus crystallinus (występuje w małych zbiornikach wodnych np. w stawie)
- Chaoborus obscuripens
- Chaoborus palladinus

W Ameryce Północnej występują m.in.:
- Chaoborus americanus
- Chaoborus trivittatus

## Zastosowanie
Larwy wodzienia stosowane są w akwarystyce jako żywy lub mrożony pokarm dla ryb ozdobnych. Są najczęściej sprzedawane w sklepach akwarystycznych w opakowaniu ze zgrzewanej folii bez dostępu powietrza lub zamrożonych kostek pokarmu w tabliczkach.